# Banimaran
 (mai 2016).
Si vous disposez d'ouvrages ou d'articles de référence ou si vous connaissez des sites web de qualité traitant du thème abordé ici, merci de compléter l'article en donnant les références utiles à sa vérifiabilité et en les liant à la section « Notes et références ».

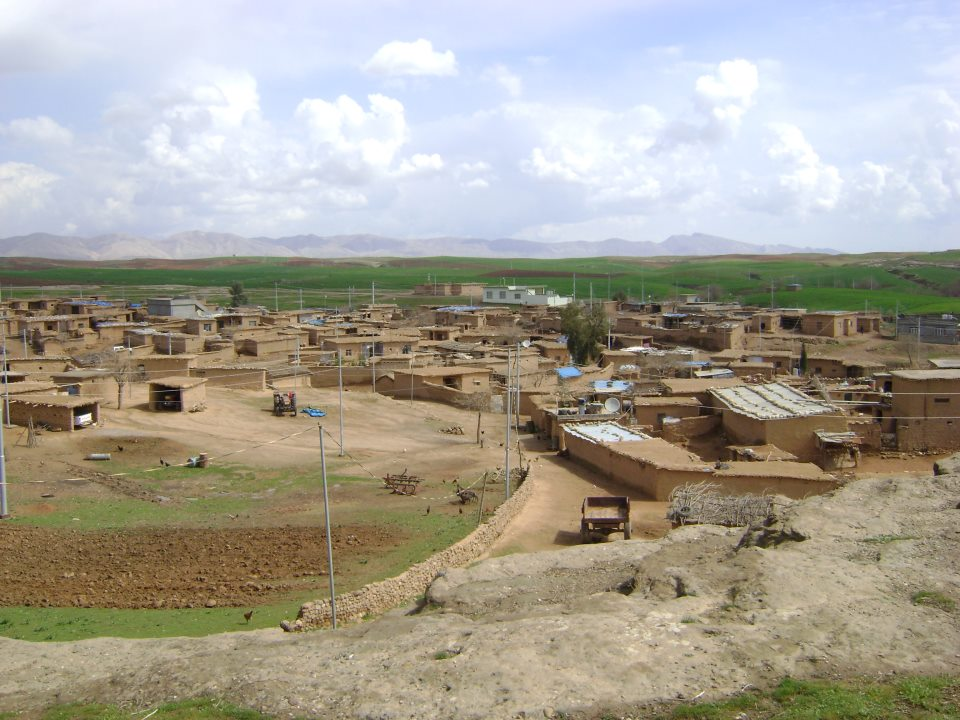
Banimaran 2011

Banimaran également écrit comme Bani Maran ou Bany Maran (en kurde: بانى ماران ou بانيماران), est un village kurde situé à l'ouest de Koya et à l'est d'Arbil, notamment au nord de l'Irak. Il se trouve à proximité immédiate de cinq autres villages voisins dont Shakhapeska à l'est, Axwra à l'ouest, Banaqallat au nord, et Baezaxa, puis  Bardbir au sud.
Le nom du village provient de deux mots : Bani et Maran. Bani est une référence au terrain plat situé au sud-est du village, et Maran signifie « les maisons ».
Le village compte 36 maisons. 
Parmi les endroits les plus notables au sud-est du village, on y trouve Sheikh Muhammad (Shemhammad), Qorkh, Shewasôr, Bani (dont le village doit son nom), Shexwary, Qameshok, Shewabaqamish, Nashken et Qrran.